# Sarbanissa jankowskii
Sarbanissa jankowskii är en fjärilsart som beskrevs av Alphéraky 1897. Sarbanissa jankowskii ingår i släktet Sarbanissa och familjen nattflyn. Inga underarter finns listade.